# 平成リハビリテーション専門学校
平成リハビリテーション専門学校（へいせいリハビリテーションせんもんがっこう）は、兵庫県西宮市にある理学療法士、作業療法士、言語聴覚士の専門学校である。

## 沿革
- 2006年 (平成18年) 3月 - 理学療法士・作業療法士養成の各種学校として認可[1]
- 2006年 (平成18年) 4月 - 平成リハビリテーション専門学校（校長　玉井　進）開校。
- 2007年 (平成19年) 4月 - 玉井　進校長が顧問就任。武久　洋三理事長が校長兼務。
- 2014年 (平成26年) 4月 - 言語聴覚療法学科開設　2年制昼間部開設。
- 2018年 (平成30年) 3月 - 2019年度以降の理学療法学科・作業療法学科夜間部の学生募集停止。[2]
- 2021年 (令和3年) 3月 - 2022年度以降の言語聴覚療法学科の学生募集停止。
- 2021年 (令和3年) 3月 - 理学療法学科・作業療法学科夜間部の閉鎖。
- 2022年 (令和4年) 4月-言語聴覚療法学科　3年制開設。

## 学科
- 理学療法学科（3年制）昼間部
- 作業療法学科（3年制）昼間部
- 言語聴覚療法学科（2年制）昼間部　2021年度で募集停止
- 言語聴覚療法学科（3年制）昼間部　2022年度開設

かつて理学療法学科夜間部、作業療法学科夜間部が設置されていたが、2018年に募集停止をしている。当初は理学療法学科・作業療法学科ともに4年制であったが、2009年(平成21年)4月にI部4年制・II部3年制に変更され、2010年(平成22年)4月以降は両学科3年制である。